# Метростанция „Театрална“
„Театрална“ е станция от линия М3 на Софийското метро. Открита е на 26 август 2020 г. като част от участъка „Хаджи Димитър“ – „Красно село“.

## Местоположение
Станцията е разположена под западното пътно платно на бул. „Евлоги и Христо Георгиеви“ до парк „Заимов“. Тя е с един централен вестибюл и има вход/изходи от двете страни на булеварда – един в парка и един срещу 17-то ДКЦ. Станцията е със странични перони. Дълги са 105 m, а широчината им е по 4,5 m. Метростанцията е ситуирана успоредно и непосредствено до покритата част на Перловска река. Поради тази причина дъното и е на значителна дълбочина – 14 m от терена.
| № | Име на вход/изход | Достъпност          |
| - | ----------------- | ------------------- |
| 1 | парк Заимов       | ескалатор, асансьор |
| 2 | ДКЦ 17            | ескалатор, асансьор |

## Архитектурно оформление
Архитект е Константин Косев. Архитектурното оформление на перона и вестибюлното ниво на станцията е решено чрез подови настилки от усилен светлозелен гранитогрес, стените са облицовани с прахово боядисани ламели от вълнообразна ламарина, а цоклите и вертикалните ивици между тях със светло и по-тъмно зелен гранитогрес. Интересен момент от дизайна на станцията е, че обшивката по стените е с вълнообразна трапецовидна форма, на която от двете страни на трапеца са монтирани по две различни изображения на едно място, в зависимост от ъгъла на гледане спрямо различните части на пероните. Така пътниците, движейки се в една посока, виждат великолепната сграда на Народния театър, а тези, които са в обратната посока – разкошния му интериор.
Във вестибюла има атрактивно пано с маски. Идеята за него е на покойния вече скулптор Людмил Бонев. Неговите колеги, с които е работил от Художествената академия и хора от семейството му, довършват и реализират идеята му.

## Връзки с градския транспорт

### Автобусни линии
Метростанция „Театрална“ се обслужва от 4 автобусни линии от дневния градски транспорт и 1 линия от нощния транспорт:
- Автобусни линии от дневния транспорт: 11, 75, 213, 404
- Автобусни линии от нощния транспорт: N4

### Трамвайни линии
Метростанция „Театрална“ се обслужва от 3 трамвайни линии:
- Трамвайни линии: 20, 21, 22